# Férfi 4 × 100 méteres gyorsúszás a 2015. évi nyári európai ifjúsági olimpiai fesztiválon
A 2015. évi nyári európai ifjúsági olimpiai fesztiválon az úszás férfi 4 × 100 méteres gyorsúszás versenyeit július 27.-én rendezték a Tbilisziben.

## Rekordok
A versenyt megelőzően a következő rekordok voltak érvényben:
| EYOF rekord | Franciaország | 3:25,98 | Tampere, Finnország | 2009. |

## Előfutamok
Az összesített eredmények alapján a legjobb időeredménnyel rendelkező 8 csapat jutott a döntőbe.
| H  | Nemzet             | Versenyzők                                                                             | E       | Mj  |
| -- | ------------------ | -------------------------------------------------------------------------------------- | ------- | --- |
| 1  | Oroszország        | Gleb Karasev Kliment Kolesznyikov Evgenii Somov Ivan Girev                             | 3:27.09 | Q   |
| 2  | Izrael             | Tomer Frankel Denis Loktev Itai Karmi Alon Shami                                       | 3:28.07 | Q   |
| 3  | Horvátország       | Kristofer Marijan Rogic Marin Ercegovic Ivan Filipovic Karlo Noah Paut                 | 3:28.84 | Q   |
| 4  | Magyarország       | Végh István Barta Márton Holló Balázs Márton Richárd                                   | 3:28.85 | Q   |
| 5  | Spanyolország      | Hugo Gonzalez De Oliveira Cesar Castro Valle Tomas Manso Fraga Alex Ramos Fernandez    | 3:29.00 | Q   |
| 6  | Egyesült Királyság | Scott Alexander McLay Nathan Joseph Hughes Jamie Thomas Oconnor Elliot Lewis Clogg     | 3:30.41 | Q   |
| 7  | Lengyelország      | Bartosz Robert Piszczorowicz Karol Ostrowski Kamil Kazmierczak Antoni Kaluzynski       | 3:30.82 | Q   |
| 8  | Németország        | Tom Reuther Daniel Pinneker Josha Salchow Alexander Eckervogt                          | 3:31.04 | Q   |
| 9  | Franciaország      | Samuel Marinette Ryan Benaddad Nicolas Vermorel K-Ryls Miatti                          | 3:32.34 |     |
| 10 | Ausztria           | Felix Nussbaumer Alexander Trampitsch Xaver Gschwentner Patrik Lenzeder                | 3:32.54 |     |
| 11 | Svédország         | Erik Karl Mikael Brandt Nils Albin Daniel Lovgren Oskar Daniel Kertesz Joseph Zlotnick | 3:32.92 |     |
| 12 | Olaszország        | Davide Guidolin Luca Chirico Manuelmateo Bortuzzo Giovanni Barison                     | 3:33.38 |     |
| 13 | Románia            | Ionut Radu Daniel Cristian Martin Robert Valeanu Andrei Rusen                          | 3:34.23 |     |
| 14 | Litvánia           | Mantas Kaveckas Paulius Martinkenas Tomas Sungaila Darijus Astrauskas                  | 3:34.24 |     |
| 15 | Svájc              | Kai Eric Riemenschneider Alex Akachim Ogbonna Roman Mityukov Matteo Frank Bodmer       | 3:35.29 |     |
| 16 | Csehország         | Jakub Karl Tomas Ludvik Filip Chrapavy David Noll                                      | 3:35.35 |     |
| 17 | Törökország        | Serhat Kaan Asik I. Berkan Cevis Uemitcan Gueres Efe Yeniguen                          | 3:36.10 |     |
| 18 | Észtország         | Janter Suun Ivan Stseglov Armin Evert Lelle Marko-Matteus Langel                       | 3:37.38 |     |
| 19 | Finnország         | Wilhelm Suominen Mikael Karuveha Joni Aaltonen Otto Rannikko                           | 3:38.01 |     |
| 20 | Ukrajna            | Oleksandr Luhovyi Kyrylo Seledtsev Dmytro Omelkov Oleksandr Moroz                      | 3:38.33 |     |
| 21 | Fehéroroszország   | Mikita Puzevich Dzmitry Haldzin Ivan Zhukau Mikhail Straitseleu                        | 3:42.85 |     |
| 22 | Grúzia             | Saba Mdivani Givi Dudashvili Aleksandre Lomidze Irakli Kvaratskhelia                   | 3:44.60 |     |
| -  | Szlovákia          |                                                                                        |         | DNS |

## Döntő
| H     | Név                | Nemzet                                                                              | E       | Mj |
| ----- | ------------------ | ----------------------------------------------------------------------------------- | ------- | -- |
| Arany | Oroszország        | Evgenii Somov Kliment Kolesznyikov Pavel Tatarenko Ivan Girev                       | 3:26.16 |    |
| Ezüst | Németország        | Tom Reuther Daniel Pinneker Josha Salchow Johannes Hintze                           | 3:26.20 |    |
| Bronz | Magyarország       | Végh István Barta Márton Holló Balázs Márton Richárd                                | 3:26.40 |    |
| 4     | Izrael             | Alon Shami Denis Loktev Itai Karmi Tomer Frankel                                    | 3:27.03 |    |
| 5     | Horvátország       | Kristofer Marijan Rogic Marin Ercegovic Alen Mosic Karlo Noah Paut                  | 3:27.94 |    |
| 6     | Lengyelország      | Kacper Stokowski Kamil Kazmierczak Bartosz Robert Piszczorowicz Antoni Kaluzynski   | 3:29.16 |    |
| 7     | Spanyolország      | Hugo Gonzalez De Oliveira Alex Ramos Fernandez Tomas Manso Fraga Cesar Castro Valle | 3:29.66 |    |
| 8     | Egyesült Királyság | Scott Alexander McLay Elliot Lewis Clogg Jamie Thomas Oconnor Brodie Paul Williams  | 3:30.27 |    |